# Autostrada A1 (Cipro)
L'Autostrada A1 è un'autostrada cipriota di 73 kilometri che collega Nicosia a Limassol. Fu la prima autostrada dell'isola ed è l'inizio dell'imponente progetto stradale del governo cipriota. L'infrastruttura è stata completata nel 1986 e ha il maggiore volume di traffico tra le autostrade cipriote. L'autostrada è priva di pedaggio così come tutte le altre autostrade cipriote.

## Storia
Negli anni 70 il governo di Cipro progettò la realizzazione di un'autostrada che collegasse la capitale del paese al suo aeroporto ma l'invasione turca di Cipro cambiò i piani e si decise di costruire un'autostrada che collegasse Nicosia al porto più importante dell'isola, Limassol. Nel 2012 fu completata la terza corsia per senso di marcia da Nicosia al bivio con l'A2 in entrambe le direzioni. Questo ampliamento era iniziato nel 2005 per via del traffico intenso su quel tratto.

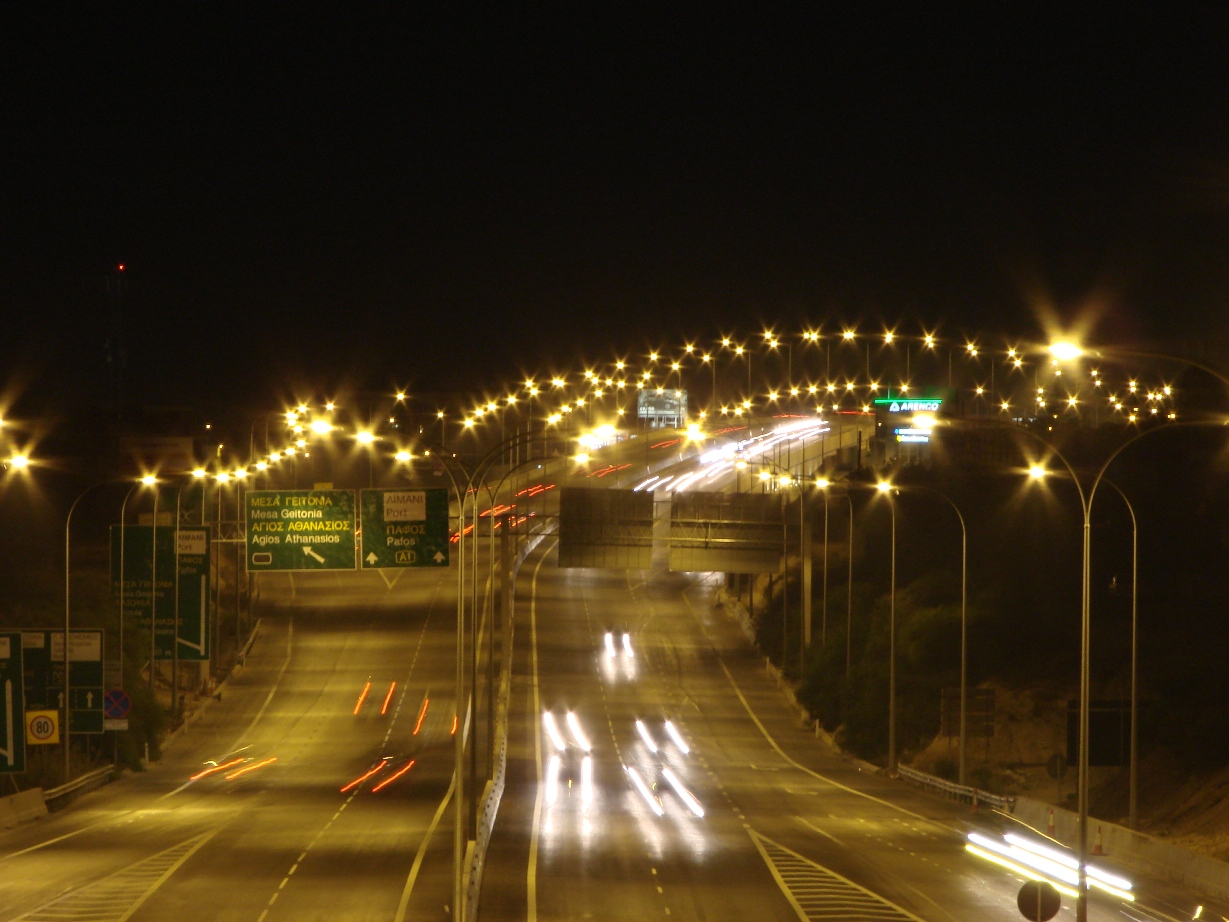
L'autostrada di notte all'uscita 25.